# George Gustav Adomeit
George Gustav Adomeit (15 de janeiro de 1879 – 1967) foi um pintor e gravurista prussiano - americano e também co-fundador e presidente de longa data da Caxton Company, uma gráfica que foi comprada pela Fetter Printing Company em 1955.

## Biografia
Adomeit nasceu em Memel, Alemanha (atual Klaipėda, Lituânia ), mas aos quatro anos mudou-se com a família para Cleveland, Ohio, que se tornou sua casa e onde morreu em 1967.
Fortemente envolvido na comunidade artística de Cleveland, ele foi membro da Cleveland Society of Artists. Suas pinturas incluem Down to the Harbor (1925).

## Coleções notáveis
- Museu de Arte de Cleveland, Cleveland, Ohio